# خانه عروسکی (آلبوم چندآهنگه ملانی مارتینز)
 «خانه عروسکی» (به انگلیسی: Dollhouse) اولین آلبوم چندآهنگه توسط هنرمند اهل ایالات متحده آمریکا ملانی مارتینز است که در ۱۹ مه ۲۰۱۴ منتشر شد.